# Paracentropogon zonatus
Paracentropogon zonatus és una espècie de peix pertanyent a la família dels tetrarògids i a l'ordre dels escorpeniformes.

## Etimologia
Paracentropogon deriva dels mots grecs παρά (para; al costat de, prop), κέντρον (kéntron; fibló) i pogon (barba).

## Descripció
Fa 5,2 cm de llargària màxima. 15 espines i 7 radis tous a l'única aleta dorsal. 3 espines i 5 radis tous a l'anal. La seua coloració varia entre el marró clapejat i el marró vermellós, sovint amb el musell blanquinós i una taca blanca a la part superior de l'espai interorbitari. Franja irregular i blanquinosa travessant la part anterior del peduncle caudal. Àrea basal de l'aleta caudal amb una banda clara. Part espinosa de les membranes dels radis dorsals força fesa. Origen de l'aleta dorsal situat per sobre del centre dels ulls. Dues espines a l'os lacrimal: l'anterior és curta, mentre que la posterior és situada en direcció cap enrere. Espina dura a la vora del preopercle. Línia lateral contínua i amb 16-18 escates. 11-11 branquiespines. Aletes pectorals amb 2 espines i 11-11 radis tous.

## Hàbitat i distribució geogràfica
És un peix marí, associat als esculls (entre 10 i 40 m de fondària) i de clima tropical, el qual viu al Pacífic occidental central: els fons rocallosos i les esquerdes dels esculls de corall de les illes Filipines i Indonèsia (Papua Occidental).

## Observacions
És inofensiu per als humans i el seu índex de vulnerabilitat és de baix a moderat (27 de 100).